# Frontale fibroserende alopecia

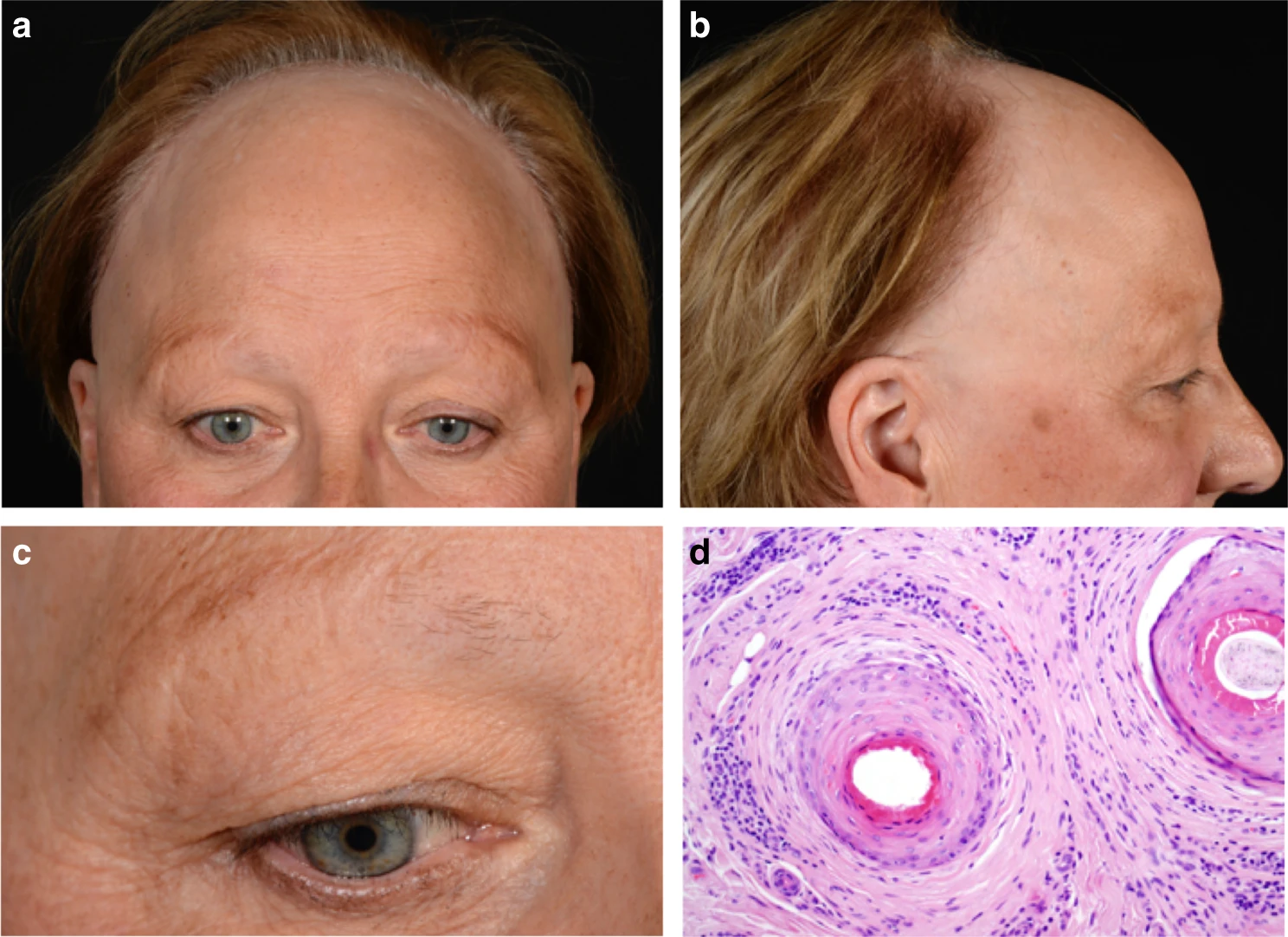

Frontale fibroserende alopecia (FFA) is een zeldzame vorm van gelokaliseerde kaalheid die met verlittekening gepaard gaat. Het komt vooral voor bij vrouwen rond de menopause. Het wordt gekenmerkt door het terugwijken van de haargrens op het voorhoofd en de slapen, waarbij de hoofdhuid verlittekent. Soms is bij de haarzakjes roodheid en hyperkeratose te zien. De aandoening kan gepaard gaan met uitval van wenkbrauwen en okselhaar (zonder littekenvorming).
Bij histologisch onderzoek is er een ontstekingsreactie rond de haarfollikel, identiek aan lichen planopilaris. Waarschijnlijk/mogelijk is FFA daar een variant van.
Het natuurlijke beloop van de aandoening is niet bekend. Behandeling is moeizaam. Meestal worden corticosteroiden toegepast, hetzij ingespoten, hetzij op de huid aangebracht. Vaak komt de ziekte na 1-2 jaar tot stilstand, maar het is niet duidelijk of dit te danken is aan de behandeling.